# Преостало време
Преостало време (енгл. In Time) амерички је научнофантастични и акциони филм из 2011. године, у режији и по сценарију Ендруа Никола. Џастин Тимберлејк и Аманда Сајфред глуме чланове друштва које користи време из нечијег животног века као своју примарну валуту, при чему сваки појединац има сат на руци који одбројава колико треба да живи. Такође глуме: Килијан Мерфи, Винсент Картајзер, Оливија Вајлд, Мет Бомер, Џони Галеки и Алекс Петифер. Приказан је 28. октобра 2011. године.

## Радња
У касном 21. веку, време је заменило новац као валуту. Људи престају да старе са 25 година, и остаје им још само једна година живота. Ако не допуне сат који носе на руци, умреће. Вил (Џастин Тимберлејк) је младић из гета који се једнога јутра пробуди са више времена него што је могао да замисли и у сновима. То неће проћи незапажено. Он ће морати да се бори за свој живот и животе осталих против корумпиране полиције и цитавог система, али у тој борби неће бити сам.

## Улоге
| Глумац               | Улога          |
| -------------------- | -------------- |
| Џастин Тимберлејк    | Вил Салас      |
| Аманда Сајфред       | Силвија Вајс   |
| Килијан Мерфи        | Рејмонд Леон   |
| Алекс Петифер        | Фортис         |
| Винсент Картајзер    | Филип Вајс     |
| Оливија Вајлд        | Рејчел Салас   |
| Мет Бомер            | Хенри Хамилтон |
| Џони Галеки          | Борел          |
| Колинс Пени          | Јегер          |
| Итан Пек             | Константин     |
| Јаја Дакоста         | Грета          |
| Рејчел Робертс       | Карера         |
| Огаст Емерсон        | Леви           |
| Саша Пивоварова      | Клара Вајс     |
| Џеси Ли Софер        | Веб            |
| Бела Хиткот          | Мишел Вајс     |
| Тоби Хемингвеј       | Корс           |
| Мелиса Ордвеј        | Лејла          |
| Џесика Паркер Кенеди | Едуарда        |
| Џеф Старон           | Орис           |
| Мет О’Лири           | Моузер         |
| Ник Лашавеј          | Екман          |
| Реј Сантијаго        | Викта          |
| Крис Лемки           | Маркус         |
| Лора Ешли Самјуелс   | Сагита         |